# Giacomo Barozzi da Vignola

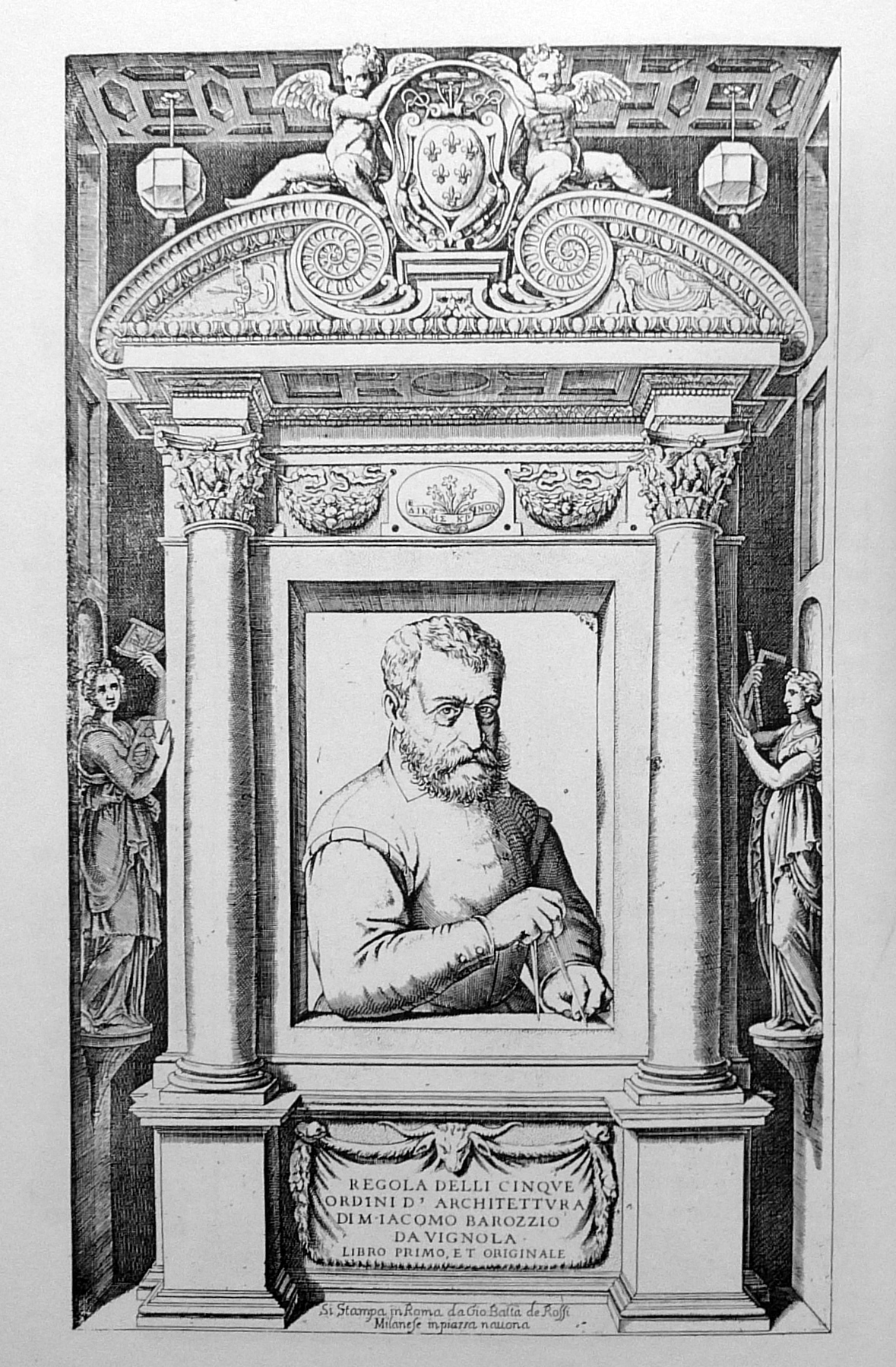
Titelblad met Vignola van Regola delle cinque ordine d'architettura 1562

Giacomo Barozzi da Vignola, vaak kortweg Vignola genoemd (Vignola, bij Modena (Emilia-Romagna), 1 oktober 1507 - Rome, 7 juli 1573), was een van de meest invloedrijke Italiaanse architecten van het 16e-eeuwse Maniërisme. Naamvarianten met Jacopo voor Giacomo, Barocchio en Barozio voor Barozzi, en Vignuola voor Vignola komen voor. Hij was niet alleen invloedrijk door zijn ontwerpen, maar ook door zijn geschriften. Hij behoort met Sebastiano Serlio, Andrea Palladio en Vincenzo Scamozzi tot de 16e-eeuwse schrijvers die serieus hebben bijgedragen aan de verspreiding van de bouwkundige ideeën van de Renaissance in West-Europa. Vignola's belangrijkste ontwerpen zijn Villa Farnese in Caprarola en de Santissimo Nome di Gesù (Allerheiligste Naam van Jezus), de kerk van de jezuïeten in Rome. Hij wordt vaak beschouwd als de belangrijkste architect in Rome in het maniëristische tijdperk.

## Levensloop

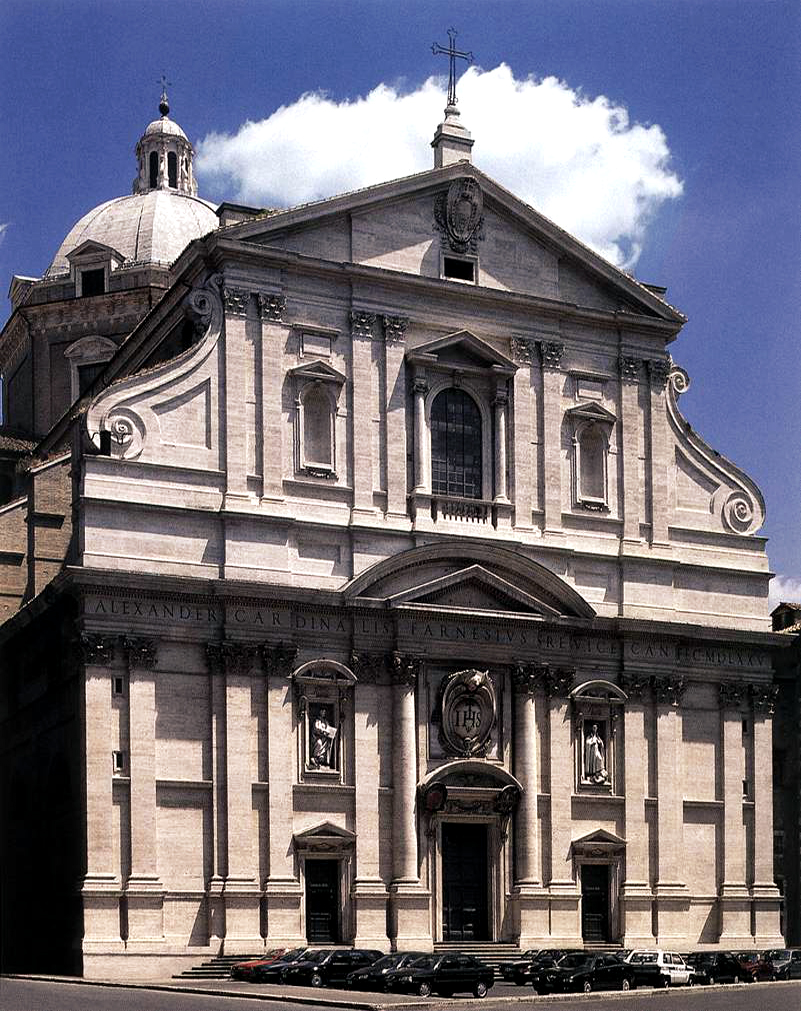
Il Gesù te Rome door Vignola

Vignola begon zijn loopbaan als architect in Bologna. Hij voorzag in zijn levensonderhoud door te schilderen en perspectiefsjablonen te maken voor de vervaardiging van mozaïeken. Hij maakte zijn eerste reis naar Rome in 1536 om daar precies uitgemeten tekeningen te maken van Romeinse tempels voor een door hem geplande uitgave van Vitruvius' De architectura (Over de Bouwkunst). Vervolgens werd hij door Frans I van Frankrijk naar Fontainebleau gehaald waar hij bleef van 1541-1543. Hier heeft hij waarschijnlijk Sebastiano Serlio en de schilder Francesco Primaticcio ontmoet.
Na zijn terugkeer naar Italië ontwierp Vignola de Palazzo Bocchi in Bologna. Daarna verhuisde hij naar Rome om voor Paus Julius III te gaan werken. Na diens dood werd hij in dienst genomen door de pauselijke familie van het huis Farnese. Hij werkte samen met Michelangelo die zijn stijl diepgaand beïnvloedde. Na de dood van Michelangelo in 1564 was hij werkzaam als architect bij de bouw van de Sint-Pietersbasiliek, samen met Pirro Ligorio. Vignola was verantwoordelijk voor de afbouw van twee kleinere koepels in de Sint-Pieter naar het ontwerp van Michelangelo. Met Pirro Ligorio heeft hij ook bijgedragen aan de Tuinen van Bomarzo.
Giacomo Barozzi stierf in Rome in 1573. In 1973 werd zijn stoffelijk overschot herbegraven in het Pantheon te Rome. Het is niet bekend met wie hij was getrouwd en wie zijn kinderen waren.

## Werken

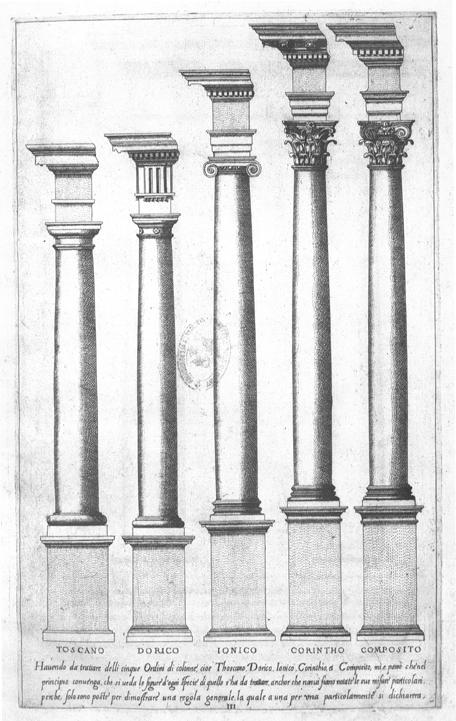
De vijf zuilenorden van de architectuur (gravure uit Vignola's Regole delle cinque ordini d'architettura)

Vignola's voornaamste werken zijn:

### Ontwerpen
- Villa Giulia voor Paus Julius III, in Rome (1550‑1553)
- Villa Farnese in Caprarola (1559-1573)
- Villa Lante in Bagnaia (vanaf 1566), inclusief de tuinen en waterwerken
- Santissimo Nome di Gesù (Allerheiligste Naam van Jezus - de kerk van de Jezuïeten in Rome die een inspiratiebron was voor latere barok-architecten)
- Basilica di Santa Maria degli Angeli, in Assisi (met Galeazzo Alessi)
- Sant'Andrea in Via Flaminia in Rome, de eerste kerk met een ovale koepel, die gemeengoed zou worden in de Barok
- Porta del Popolo - Giacomo Barozzi da Vignola was bouwmeester; ontwerp mogelijk van Michelangelo

### Publicaties

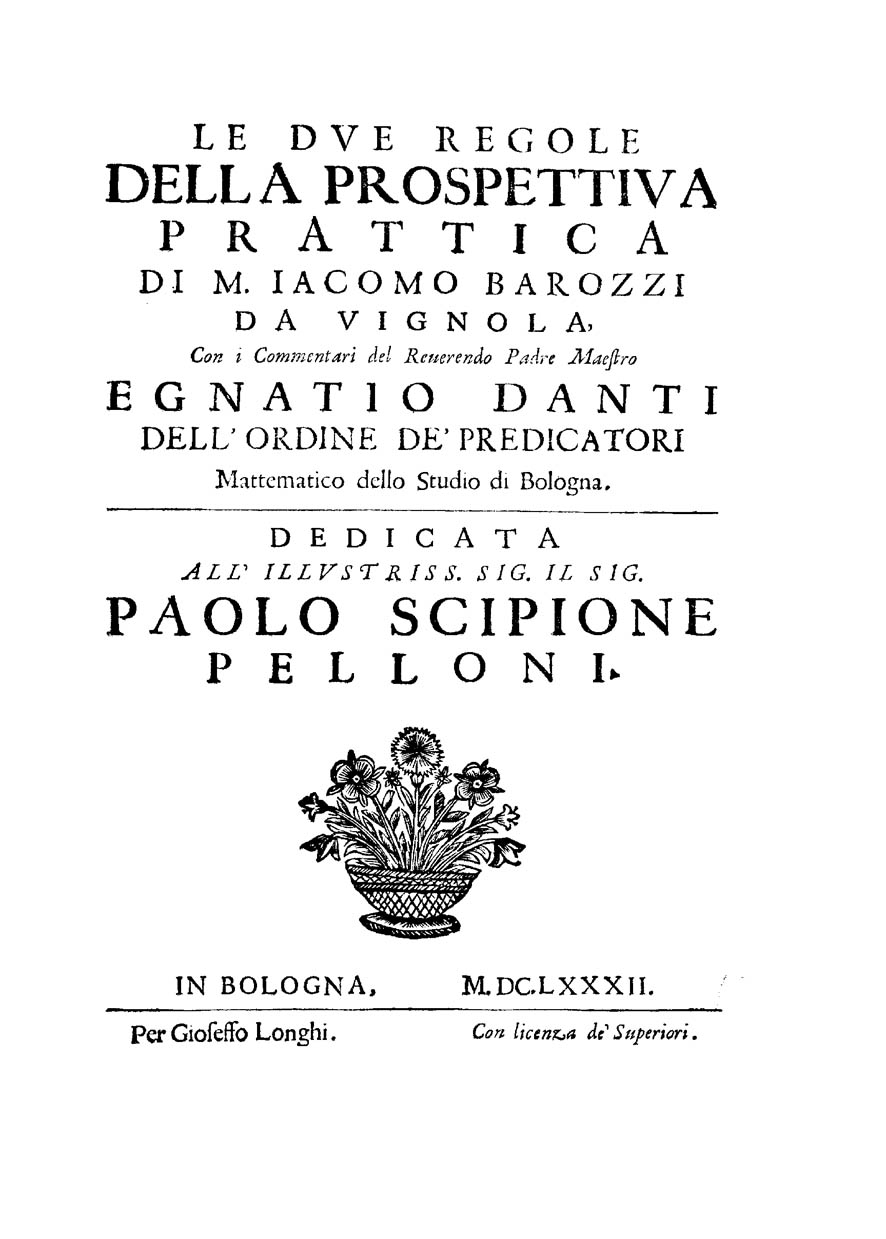
Le due regole della prospettiva prattica, 1682

Zijn beide publicaties hebben bijgedragen aan de vorming van de canon van de klassieke architectuur, maar de meeste invloed had toch zijn boek over de vijf zuilenorden. Dit zijn de Toscaanse orde, de Dorische orde, de Ionische orde, de Korinthische orde en de  composiete orde.
- Regole delli cinque ordini d'architettura (De regels van de vijf architectonische zuilenorden), Rome, 1562 (Engelse vertaling door Branko Mitrović: Canon of the five orders of architecture, New York, 1998; het werk is een groot aantal keren in het Nederlands uitgegeven: 1617, 1619, 1620, 1638, 1640, 1642, 1643, 1658, 1664, 1665, 1675, 1726 en in sterk bewerkte vorm in 1848)
- Due regole della prospettiva pratica (Twee regels van het toegepast perspectief), Bologna 1583 (onvoltooid, postuum gepubliceerd)